# Súsanna Helena Patursson
Súsanna Helena Patursson fue una escritora y actriz feroesa nacida el 27 de agosto de 1864 en Kirkjubøur y fallecida el 15 de diciembre de 1916 en la misma localidad. Se le considera como la primera feminista de las Islas Feroe y la primera persona en escribir una obra de teatro en feroés, intitulada Veðurføst (palabra de género femenino que significa "incapaz de moverse debido a las condiciones meteorológicas"). Sus hermanos Sverre Patursson y Jóannes Patursson también fueron personalidades de su tiempo y, como Helena, fueron activistas a favor de la causa nacionalista feroesa. 
Fue hija del granjero real Poul Peder Pedersen y de Ellen Cathrine Djonesen. Creció en la granja del rey Kirkjubøargarður, donde con sus hermanos siguió clases particulares. 
Durante algunos años vivió en Copenhague y allí aprendió a tocar piano y a efectuar trabajos manuales. En 1896 participó en una asociación de mujeres que trabajó a favor de su integración el mundo laboral. Antes de regresar a las Islas Feroe en 1904 se desempeñó como ayudante de una oficina de asuntos jurídicos. 
De regreso al archipiélago continuó su activismo político fundando la revista Oyggjarnar (Las islas), que fue no sólo la única publicación para las mujeres feroesas, sino también la única en ser publicada con regularidad entre 1905 y 1908, año en que sus famosos hermanos disminuyeron sus aportes. 
Dicha publicación fue muy importante en la historia del movimiento feminista en las Islas Feroe. Aunque en ella no sólo se hablaba de temas relacionados con lo femenino, el énfasis estaba puesto en trabajo y la educación de las mujeres, su papel en la conformación de una identidad nacional, y los asuntos alimentarios y culinarios, en donde enfatizó -entre otras cosas- en que a las niñas se les debía dar la misma alimentación que a los niños.
En 1909 se publicó una colección de sus escritos intitulada Matreglur fyri hvørt hús (Recetas para todos los hogares), y en 1912 vio la luz su segundo libro Fríðka um búgvið (El embellecimiento del hogar).

## Obra
- 1909 Matreglur fyri hvørt hús (Recetas para todos los hogares), primer libro feroés de cocina.
- 1912 Fríðka um búgvið (El embellecimiento del hogar).